# ريج روبنسون
ريج روبنسون (بالإنجليزية: Reg Robinson)‏ (11 فبراير 1910 بشفيلد في المملكة المتحدة - 17 مارس 1993 في المملكة المتحدة) هو لاعب كرة قدم بريطاني (وحمل سابقاً جنسية المملكة المتحدة لبريطانيا العظمى وأيرلندا) في مركز الدفاع. لعب مع سكونثورب يونايتد ونادي إكزتر سيتي ونادي واتفورد وهدرسفيلد تاون.